# Пащенко, Иван Васильевич
Иван Васильевич Пащенко (15 февраля 1922, Отрадненский район, Краснодарский край — 16 октября 2014, Ярославль) — лётчик-штурмовик Великой Отечественной войны, Герой Советского Союза, полковник в отставке.

## Биография
Родился в 1922 году в селе Гусаровское ныне Отрадненского района Краснодарского края (по другим данным — на хуторе Малинино Тимашевского района) в семье крестьянина. Позднее жил с семьёй в Армавире.
С детства мечтал стать лётчиком. Пытался поступить в военную школу, но был забракован из-за плоскостопия. Окончил два курса конструкторского отделения Таганрогского авиационного техникума. Параллельно занимался в аэроклубе, первый самостоятельный полёт совершил 12 апреля 1940 года на У-2. В Советской Армии с 1940 года. Окончил Михайловскую военную авиационную школу пилотов в Особом Киевском округе, в 1941 году — Ворошиловградскую военную школу пилотов, в 1944 году — Краснодарское военное авиационное училище лётчиков.
На фронтах Великой Отечественной войны с июля 1944 года. Воевал на Ил-2. Участвовал в Ясско-Кишинёвской, Будапештской, Балатонской и Венской военных операциях. Освобождал Молдавию, Румынию, Болгарию, Югославию, Австрию. Командир звена 707-го штурмового авиационного полка (189-я штурмовая авиационная дивизия, 17-я воздушная армия, 3-й Украинский фронт) лейтенант Пащенко к маю 1945 года совершил 130 (100 успешных) боевых вылетов с боевым налётом 109 часов 47 минут, сбросил по войскам, технике и узлам сопротивления противника 38 650 кг бомб, провёл 4 воздушных боя с истребителями противника, сбил два самолёта противника (Ме-109 и ФВ-190). Самолёт И. В. Пащенко был подбит 6 раз, в том числе один раз сбит (сел на воду в затопленном в половодье лесу, вытащил своего стрелка Илью Даниловича Добрынина, перевязал и тащил из леса, пока не встретил югославских партизан, отправивших их в госпиталь). Звание Героя Советского Союза за образцовое выполнение боевых заданий командования на фронте борьбы с немецко-фашистскими захватчиками и проявленные при этом мужество и героизм лейтенанту И. В. Пащенко было присвоено 18 августа 1945 года.
После войны продолжил службу в ВВС, летал на реактивных самолётах МиГ-15 и МиГ-17. В 1950 году окончил лётно-тактические курсы усовершенствования офицерского состава, в 1955 году — командный факультет Военно-воздушной академии. Служил в Румынии, Таганроге, Одессе, Прибалтике, ГДР, Тирасполе — начальником штаба 119-й Невельской Краснознамённой ордена Суворова II степени истребительной авиационной дивизии.
В запас уволился в 1973 году в звании полковника. Работал в Тирасполе военруком в училище, председателем комитета ДОСААФ швейной фабрики. В годы перестройки активно участвовал в возрождении Черноморского казачьего войска, в 1990-е годы был выбран его первым атаманом. Во время конфликта в Приднестровье, находясь в этом звании, руководил созданием казачьих подразделений для сохранения территориальной целостности Приднестровья и защиты от националистов; за свою активную позицию был награждён медалью «За оборону Приднестровья».
В 1996 году из-за нестабильности обстановки уехал в Новоуральск к старшей дочери Людмиле. В октябре 2009 года семья переехала в Ярославль. Был женат, две дочери Людмила и Елена, двое внуков Олег, Владислав и внучка Виолетта, четверо правнуков Кирилл Вадим, Виталий и Владимир.

## Награды и память
Награждён орденом Ленина, тремя орденами Красного Знамени, орденами Отечественной войны I и II степени, двумя орденами Красной Звезды, 28 медалями, в том числе региональной медалью «За труды во благо земли Ярославской».
Имя Ивана Васильевича Пащенко носит Благодарненская средняя школа № 6 Отрадненского района Краснодарского края, в которой он учился. В Одессе в сквере Героев-лётчиков на 5-й станции Большого Фонтана установлен обелиск, на котором в числе других асов времен Великой Отечественной, прославивших город, вписано и имя Ивана Васильевича Пащенко.